# Galské sporty

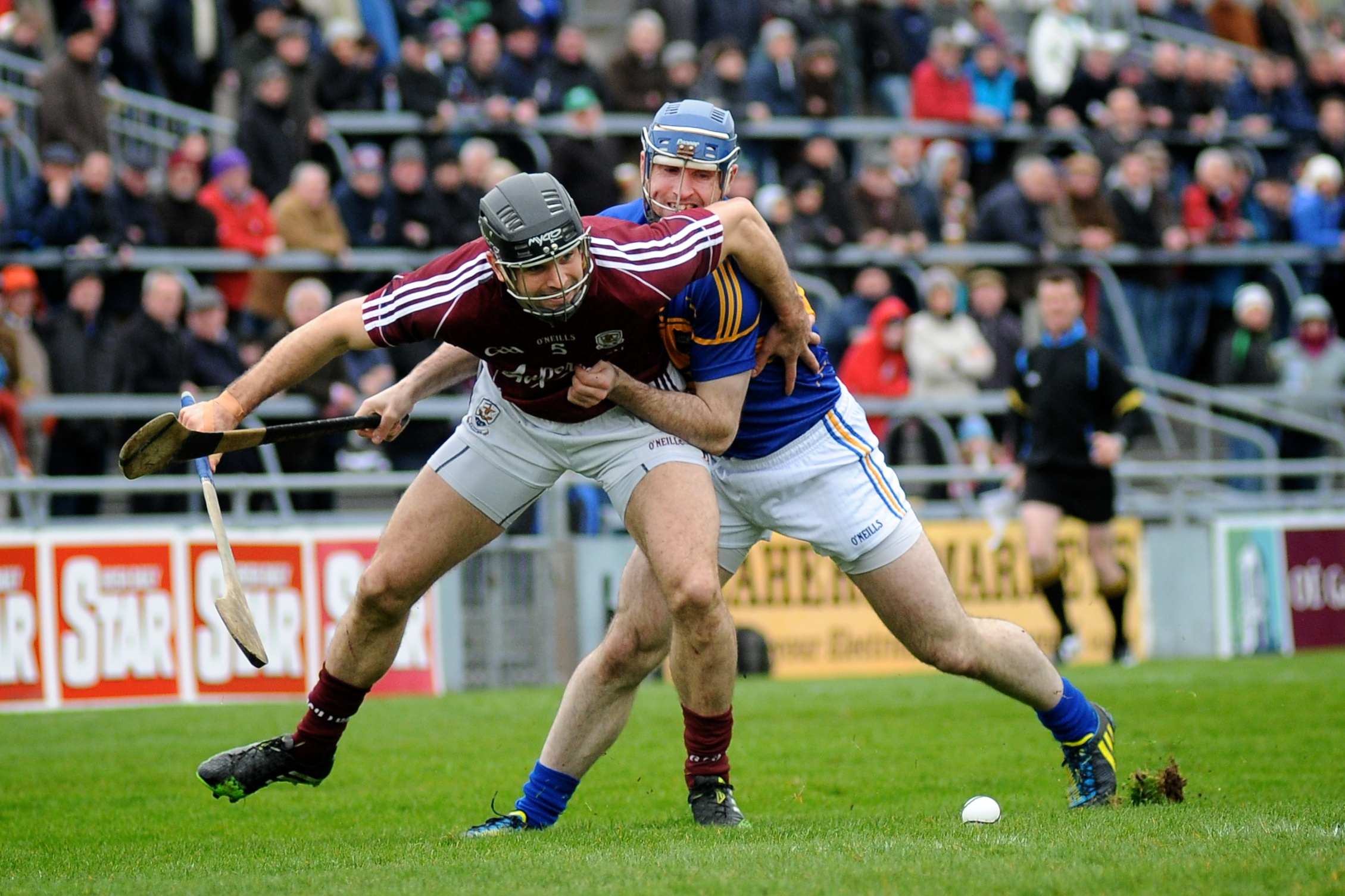
Hurleři

Galské sporty (irsky: Cluichí Gaelacha) je skupina her hraných v Irsku. Jde o galský fotbal, hurling, galskou házenou a pasák (rounders). Organizuje je Gaelic Athletic Association (GAA). Existují i ženské verze těchto sportů, ženská verze hurlingu se nazývá camogie. ty většinou (s výjimkou házené) nejsou organizovány GAA. Galské sporty jsou v Irsku vůbec nepopulárnějšími sporty. V roce 2017 je například provozovalo 977 723 Irů, tedy téměř pětina obyvatelstva. Jsou též součástí výuky na základních a středních školách. Svatostánkem galských sportů je stadion Croke Park v Dublinu.